# Црни врх (Гучево)
Црни врх је највиши врх планине Гучево и налази се на 779 m надморске висине. Гучево је планина која се налази изнад Лознице и Бање Ковиљаче. На Црном Врху је подигнут споменик и костурница српским и аустоугарским војницима који су страдали на Гучеву за вријеме Првог свјетског рата. У близини се налази и планинарски дом, видиковац са погледом на ријеку Дрину, ауто-камп са ресторанима, камп кућице, стазе за шетњу.